# Nehalennia pallidula
Nehalennia pallidula је инсект из реда Odonata и фамилије Coenagrionidae. 

## Угроженост
Ова врста је на нижем степену опасности од изумирања, и сматра се скоро угроженим таксоном.

## Распрострањење
Сједињене Америчке Државе су једино познато природно станиште врсте.

## Популациони тренд
Популациони тренд је за ову врсту непознат.

## Станиште
Станиште врсте су слатководна подручја.